# Franceschina Prevosti

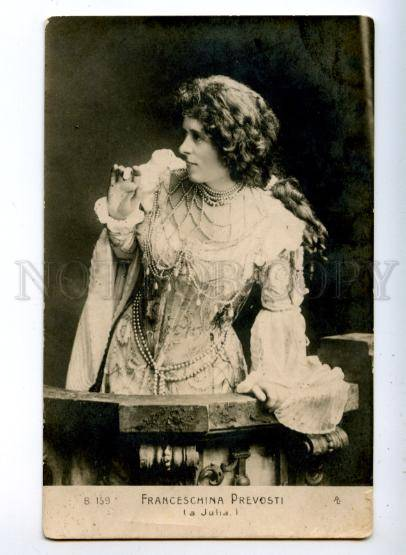
Franceschina Prevosti als Julia

Franceschina Prevosti (13. Mai 1866 in Livorno, Provinz Livorno – 28. Dezember 1938 in Camogli, Ligurien) war eine italienische Opernsängerin (Sopran), später auch Gesangslehrerin.

## Leben
Franceschina Prevostis Lebensdaten sind umstritten. Sie studierte in Florenz und Mailand. Sie debütierte 1887 und wurde in Italien schnell als Darstellerin der Violetta Valéry in La traviata, die sie am Teatro alla Scala in Mailand und am Teatro Costanzi in Rom sang, bekannt. Verdi selbst soll von ihrer gesanglichen und darstellerischen Leistung „tief beeindruckt“ (so Kutsch/Riemens) gewesen sei. Ihre Karriere wurde besonders von Königin Margarethe von Italien, die eine große Bewunderung für Prevosti hegte, gefördert.
1890 gastierte Prevosti erstmals in Berlin, sie sang mit einer italienischen Operntruppe in der Krolloper die Violetta Valéry. Der große Erfolg führte zu mehrfachen Einladungen an die Hofopern von Berlin, München, Stuttgart und Wien. 1890 gastierte sie in Rotterdam, 1892 erstmals an den Opernhäusern von Riga und Zürich. Im Haus am Sechseläutenplatz war sie bei mehreren Gastspielen bis 1906 in der Titelpartie von Lucia di Lammermoor, als Rosina inIl barbiere di Siviglia, als Violetta Valéry und als Marguerite in Faust zu sehen und zu hören. 1894 gastierte sie an der Hofoper Moskau, wo sie als Simonetta in der dortigen Erstaufführung der Oper I Medici von Ruggiero Leoncavallo sowie als Violetta Valéry und als Gilda in Rigoletto auftrat. Weitere Gastspiele führten sie 1896 an die Hofoper Dresden und an das Theater an der Wien, 1897 an das Stadttheater Hamburg, das Deutsche Theater Prag und an das Deutsche Stadttheater Brünn, 1898 an das Stadttheater Basel, 1899 an die Oper Zagreb und 1902 an die Hofoper von Budapest. 1908 gastierte sie am Stadttheater Lübeck als Carmen und als Violetta in La traviata. Weitere Auftrittsorte waren Florenz, Neapel, Rom und Venedig, Barcelona, Madrid und Lissabon, Bukarest und Mexico City.
Kutsch/Riemens heben insbesondere „die Koloraturfertigkeit wie die Ausdrucksfülle ihrer Stimme zusammen mit einem ungewöhnlichen schauspielerischen Talent“ hervor und nennen fünf Rollen als Beleg – neben Violetta Valéry und Lucia di Lammermoor die Nedda in Pagliacci, die Desdemona in Otello sowie die Königin Marguerite in Les Huguenots von Giacomo Meyerbeer. 1912 beendete sie ihre Bühnenlaufbahn und ließ sie sich als Gesangspädagogin in Berlin nieder. Zu ihren Schülerinnen zählte Beata Malkin.
Es bestehen keine Tondokumente.